# زمین‌شناسی منطقه سرزمین شمالی

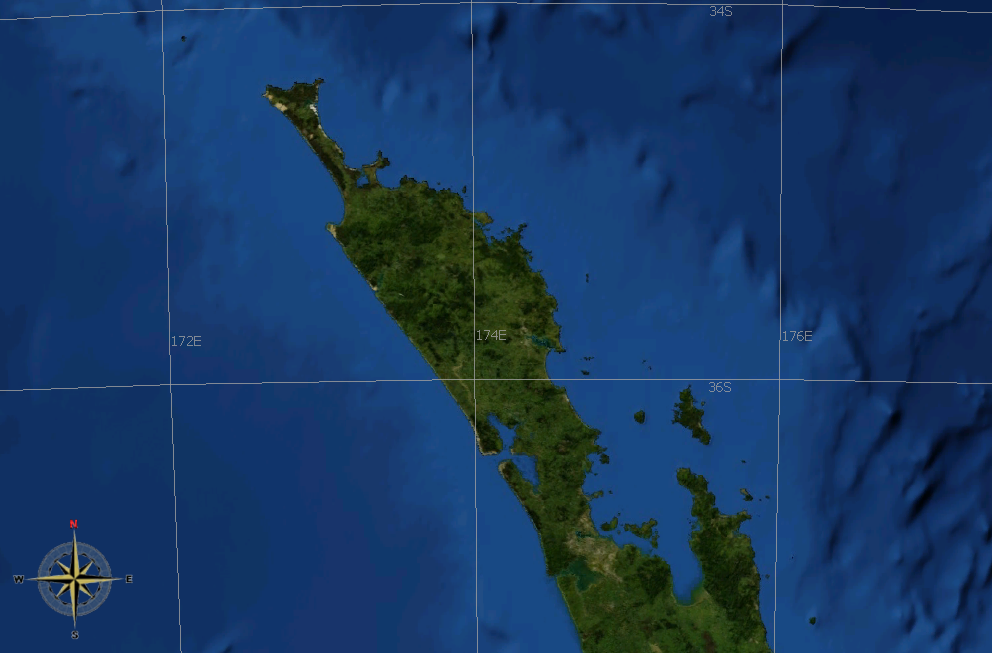
منطقه نورث‌لند ۸۰٪ از شمال شبه‌جزیره نورث‌لند را تشکیل می‌دهد.

منطقه نورث‌لند نیوزیلند بر روی یک زیرزمین ساخته شده است که عمدتاً از سنگ‌های گری‌وک تشکیل شده است و در ضلع شرقی شبه‌جزیره نمایان هستند. ذغال سنگ ائوسن در محل در کامو، در نزدیکی وانگاری، و محصولات سنگ آهک الیگوسن ظاهر می‌شود.
اعتقاد بر این است که در اوایل میوسن، یک منطقه فرورانش در شمال شرقی نورثلند وجود داشته که باعث شده آلوکتون نورثلند بر روی بخش عمده‌ای از شبه جزیره رانده شود و کمربندهای آتشفشانی در دو طرف شبه جزیره توسعه یابند. فعالیت‌های آتشفشانی بازالتی درون صفحه‌ای از اواخر میوسن در اطراف کایکوهه، خلیج جزایر و وانگاری رخ داده است. تپه‌های شنی که از آتشفشان‌های جنوبی‌تر سرچشمه می‌گیرند، بخش زیادی از ساحل غربی را اشغال کرده‌اند و شبه‌جزیره آپوری، جزایر قبلاً جدا از هم را به سرزمین اصلی متصل می‌کند تا یک تومبولوی بزرگ را تشکیل دهد.

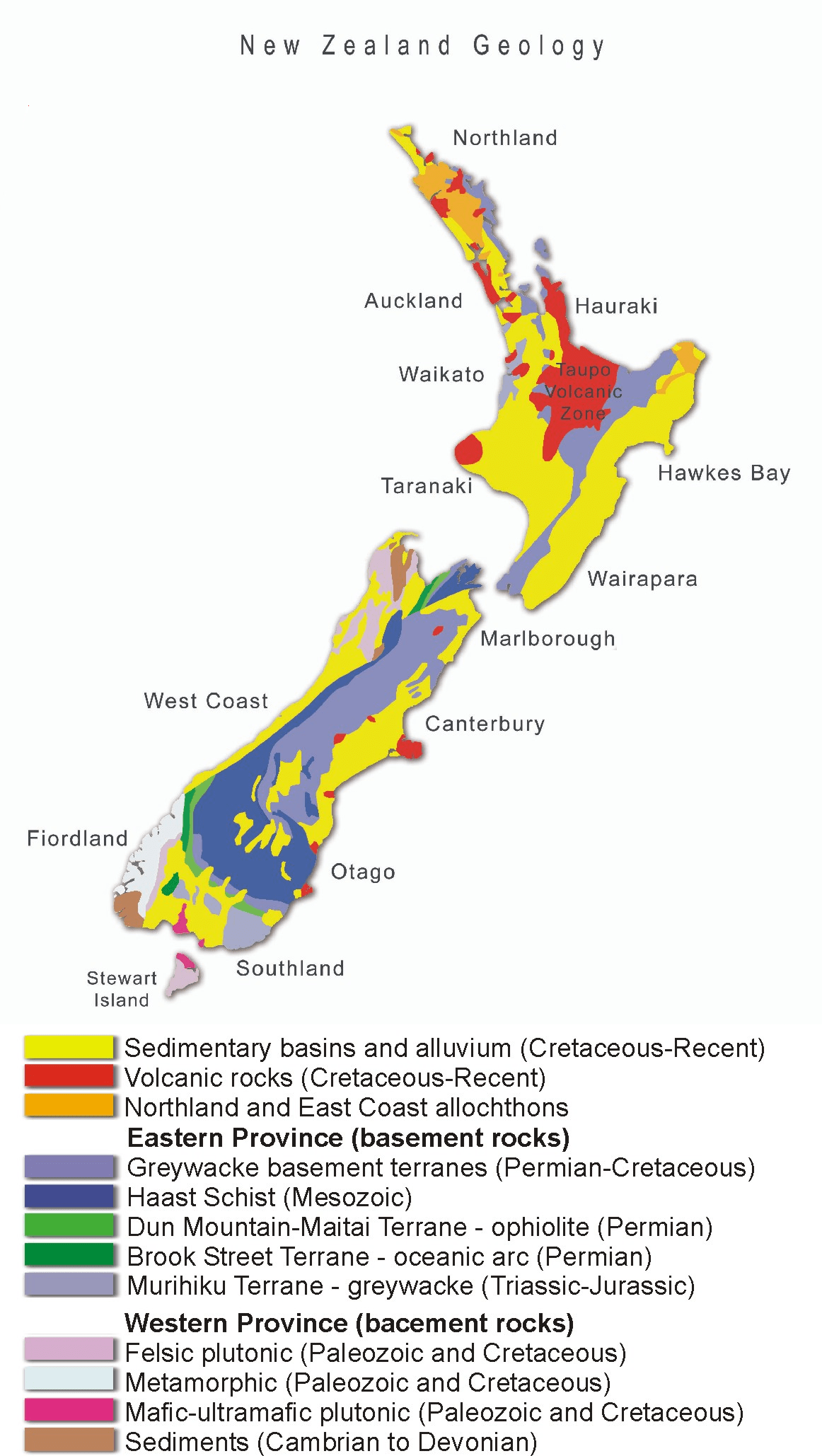
برای زمینه نقشه زمین‌شناسی نیوزیلند

## سنگ‌های زیرزمین
همانند بیشتر مناطق نیوزیلند، سنگ‌های زیرزمین منطقه نورث‌لند عمدتاً از گری‌وک (ماسه سنگ سخت)، آرژیلیت و چرت، همراه با سنگ‌های آتشفشانی مانند گدازه بالشی بازالتی تشکیل شده‌اند. سنگ‌های زیرزمین به تعدادی از تران‌ها تقسیم می‌شوند که گمان می‌رود توسط فرآیندهای فرورانش یا امتداد لغزش، تا اواسط کرتاسه (۱۰۰ میلیون سال پیش) با هم ترکیب شده‌اند.
صخره‌های زمینی موریهیکو در زیر منطقه در ضلع غربی قرار دارند، اما بیرون نزده‌اند. زمین‌شناسی موریهیکو در اواخر تریاس تا اواخر ژوراسیک (۲۲۰ تا ۱۴۵ میلیون سال پیش) تشکیل شده است.
خطی از سنگ‌های زمینی کوه دان-مایتای با امتداد شمال-شمال-جنوب-جنوب‌شرقی از مرکز منطقه عبور می‌کند و زمین موریهیکو را از زمین‌های شرقی‌تر جدا می‌کند و یک ناهنجاری مغناطیسی اتصالی قابل تشخیص ایجاد می‌کند، اما رخنمون ندارد.
صخره‌های زمینی کاپلس بیرون می‌آیند را تشکیل می‌دهند. زمین‌شناسی کاپلس در دوره پرمین تا تریاس (۳۰۰ تا ۲۰۰ میلیون سال پیش) تشکیل شده است.
سنگ‌های هونوا (بخشی از زمین مرکب) در بیشتر مناطق شمالی شمالی شرقی، در جنوب وانگاروا ظاهر می‌شوند. سنگ‌ها عموماً دانه‌ریز و بسیار دگرشکل هستند. زمین‌شناسی هونوا در دوره‌های تریاس تا ژوراسیک (۲۵۰ تا ۱۴۵ میلیون سال پیش) تشکیل شده است.
صخره‌های کوهستانی کوه کمل در نزدیکی کوه کمل و شبه جزیره کاریکاری بیرون زده‌اند. آنها در اوایل کرتاسه (۱۳۱–۱۰۴ میلیون سال پیش) تشکیل شده‌اند.

## زغال سنگ و سنگ آهک گروه
سنگ‌های گروه Te Kuiti روی سنگ‌های پی سنگ قرار دارند و در نورث‌لند، اوکلند، وایکاتو و کینگ کانتری وجود دارند، اگرچه اغلب فرسایش یافته یا پوشیده شده‌اند. سنگ‌های حاوی زغال‌سنگ در اواخر ائوسن (۳۷ تا ۳۴ میلیون سال پیش) از باتلاق‌ها تشکیل شده‌اند. زمین فرو نشست کرد، دریا پیشروی کرد و ماسه‌سنگ آهکی، گل‌سنگ و سنگ آهک در دوران الیگوسن (۳۴ تا ۲۴ میلیون سال پیش) رسوب کردند.
زغال سنگ ائوسن در شرق، بین کریکری و وایپو، رخنمون دارد. زغال سنگ در اطراف کامو، استخراج شده است.
سنگ آهک در اطراف وانگاری روییده است و منظره‌ای جالب در منطقه حفاظت‌شده وارو راکس در شمال هیکورنگی به چشم می‌خورد.

## نورث‌لند آلوکتون
در اوایل دوران میوسن (۲۴ تا ۲۱ میلیون سال پیش)، مجموعه‌ای از صفحات راندگی بر فراز نورث‌لند جای گرفتند که تا جنوب بندر کایپارا و مناطق آلبانی امتداد داشتند. این سنگ‌ها از شمال شرقی (شاید فراتر از منطقه شکستگی ونینگ ماینژ) آمده و به ترتیب معکوس، اما در جهت درست بالا، جایگذاری شده‌اند. سنگ‌های اولیه متعلق به کرتاسه تا الیگوسن (۹۰ تا ۲۵ میلیون سال پیش) هستند و شامل گلسنگ، سنگ آهک و گدازه بازالت می‌شوند. این سنگ‌ها در اطراف سیلوردیل، وارک‌ورث و ولزفورد رخنمون دارند و تا آلبانی در جنوب می‌رسند. آلوکتون شامل سنگ‌های گروه جابجا شده است. اعتقاد بر این است که گدازه بازالت مجتمع تانگیهوا نمایانگر کف دریا است که به سرزمین شمالی ربوده شده و توده‌های بلندی مانند توده‌های رینگا، آهیپارا، واروارا، مانگاکاهیا و مائونگاتانیوا را تشکیل می‌دهند. توده‌های منفرد مارپیچ در دماغه شمالی و جنوب ماونگاتوروتو یافت می‌شوند.

## ماسه سنگ وایتماتا
آتشفشان‌های میوسن و آلوکتون نورث‌لند فرسایش یافته و ماسه‌سنگ وایتماتا را بین وانگاری و اوکلند، در ضلع شرقی نورث‌لند، تشکیل داده‌اند.

## بالا بردن
در اواسط میوسن، نورثلند از سطح دریا بالاتر آمد و اندکی به سمت غرب کج شد سنگ‌های پی سنگی را در سمت شرقی نمایان کرد و منجر به تمایل رودخانه‌ها به جریان در جهت غربی شد.

## مناطق زمین گرمایی
چشمه‌های آب گرم در چشمه‌های نگاوها وجود دارند که دمای آنها حدود ۴۰ تا ۵۰ درجه سانتیگراد است. درجه سانتیگراد همچنین چشمه‌های آب گرم در وایورا و پاراکای، در بخش جنوبی شبه جزیره نورثلند، در منطقه اوکلند، وجود دارد. همه برای استخرهای آب گرم استفاده می‌شوند. میدان زمین‌گرمایی نگاوها همچنین برای تولید برق استفاده می‌شود.